# Davit Modzmanashvili
Davit Modzmanashvili –en georgiano: დავით მოძმანაშვილი– (Tiflis, 9 de noviembre de 1986) es un deportista georgiano que compite en lucha libre (desde el año 2017 compite bajo la bandera de Uzbekistán).
Participó en los Juegos Olímpicos de Londres 2012, obteniendo la medalla de plata en la categoría de 120 kg. Pero, en enero de 2019 dio positivo por dopaje y el COI le retiró la medalla.
Ganó una medalla de bronce en el Campeonato Mundial de Lucha de 2011 y una medalla de bronce en el Campeonato Europeo de Lucha de 2012. Compitiendo para Uzbekistán obtuvo una medalla de bronce en los Juegos Asiáticos de 2018 y una medalla de oro en el Campeonato Asiático de Lucha de 2018.

## Palmarés internacional
| Representando a Georgia    |                       |                   |           |
| Juegos Olímpicos           |                       |                   |           |
| Año                        | Lugar                 | Medalla           | Categoría |
| 2012                       | Londres (Reino Unido) | DSC               | 120 kg    |
| Campeonato Mundial         |                       |                   |           |
| Año                        | Lugar                 | Medalla           | Categoría |
| 2011                       | Estambul (Turquía)    | Medalla de bronce | 120 kg    |
| Campeonato Europeo         |                       |                   |           |
| Año                        | Lugar                 | Medalla           | Categoría |
| 2008                       | Tampere (Finlandia)   | DSC               | 120 kg    |
| 2012                       | Belgrado (Serbia)     | Medalla de bronce | 120 kg    |
| Representando a Uzbekistán |                       |                   |           |
| Juegos Asiáticos           |                       |                   |           |
| Año                        | Lugar                 | Medalla           | Categoría |
| 2018                       | Yakarta (Indonesia)   | Medalla de bronce | 125 kg    |
| Campeonato Asiático        |                       |                   |           |
| Año                        | Lugar                 | Medalla           | Categoría |
| 2018                       | Biskek (Kirguistán)   | Medalla de oro    | 125 kg    |